# Nebel (Amrum)
Nebel (frisó septentrional Neebel) és un dels municipis de l'illa d'Amrum (Illes Frisones) que forma part del districte de Nordfriesland, dins l'Amt Föhr-Amrum, a l'estat alemany de Slesvig-Holstein. Comprèn els llogarets de:
- Steenodde (Öömrag: Stianood, danès: Stenodde)
- Süddorf (Öömrag: Sössaarep, danès Sydtorp), ja documentat el 1446.

Segons el cens de 2022 te una població de 921 habitants.

## Galeria d'imatges

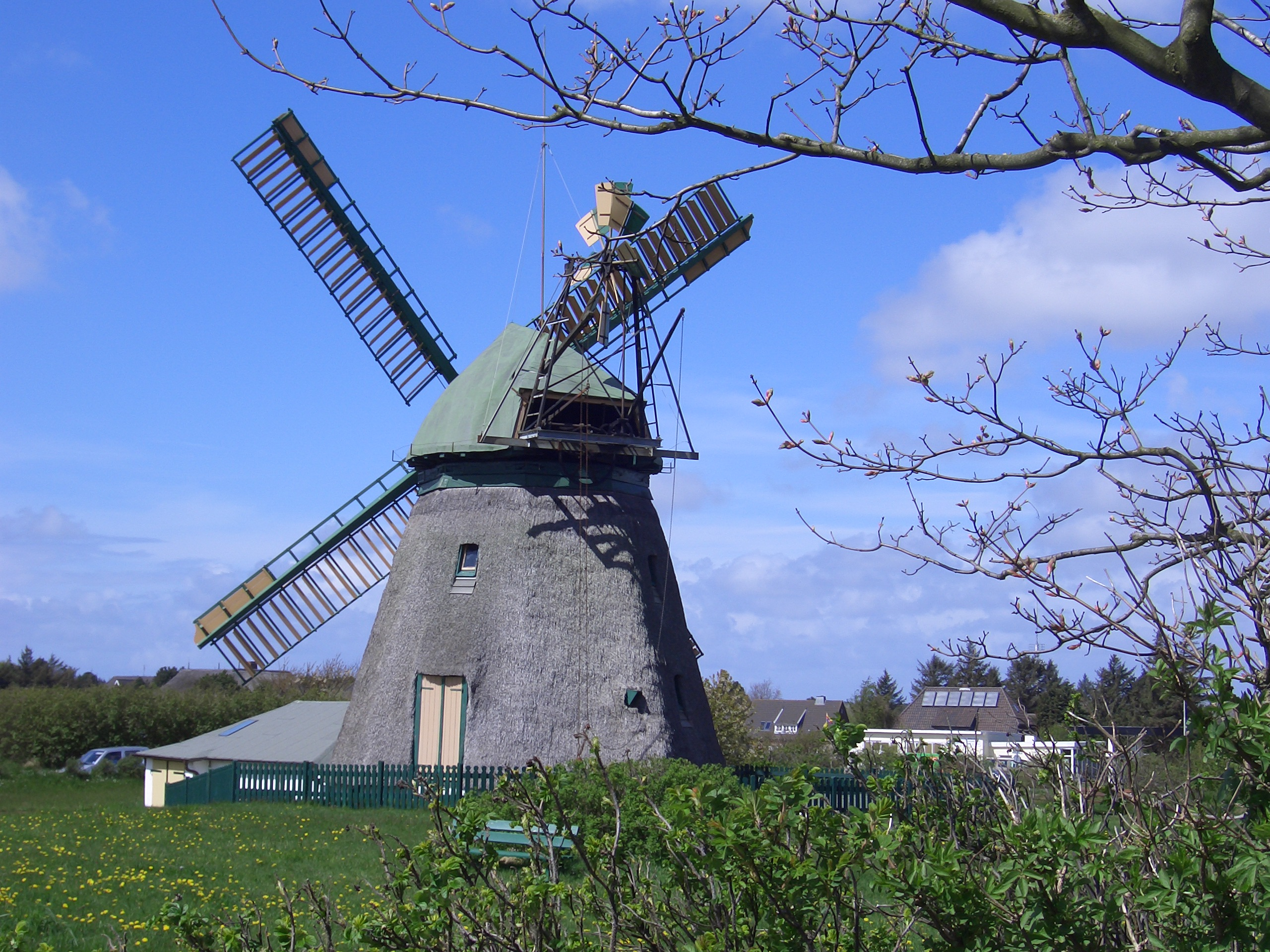
Església
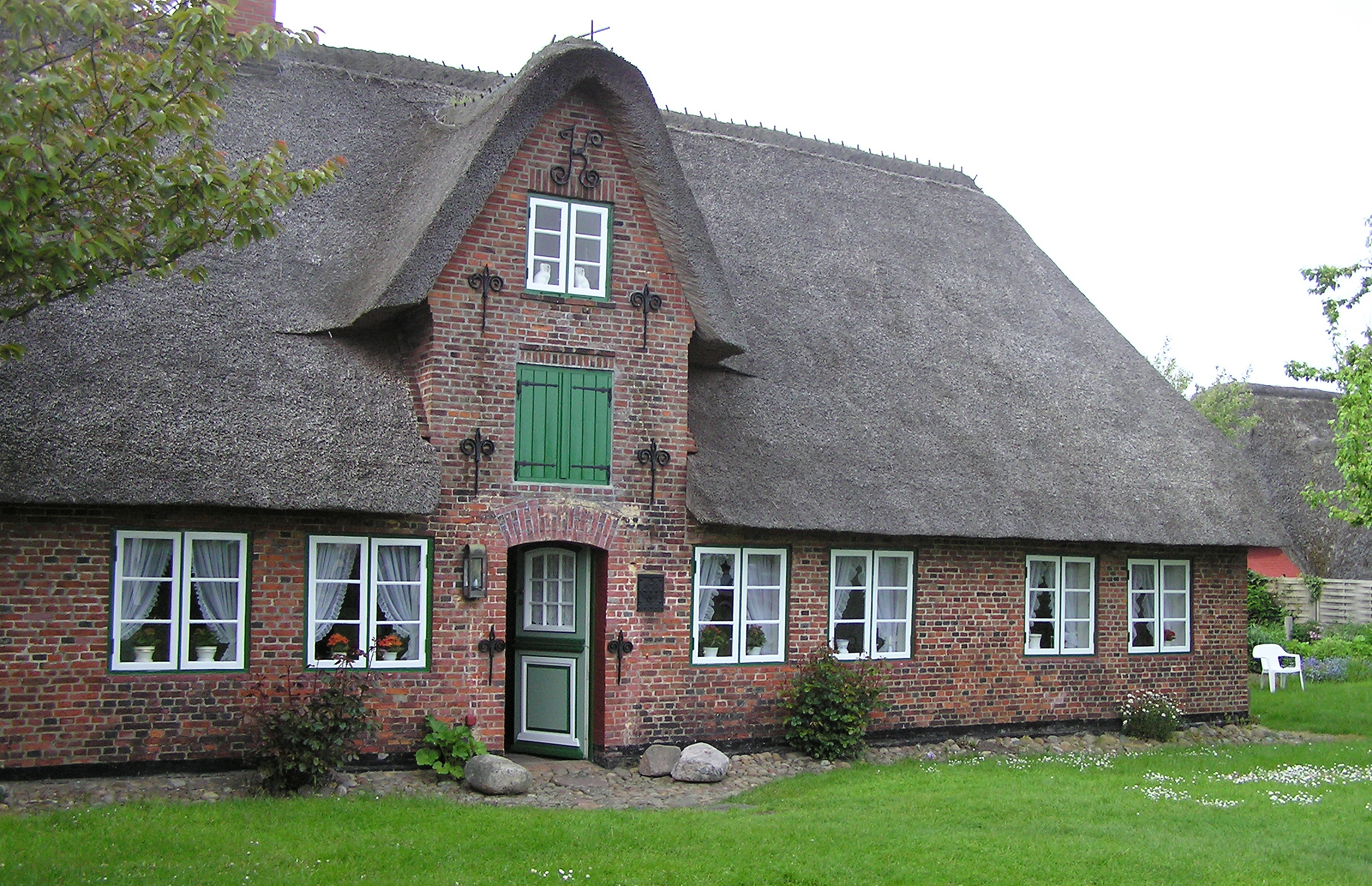
Öömrang Hüs
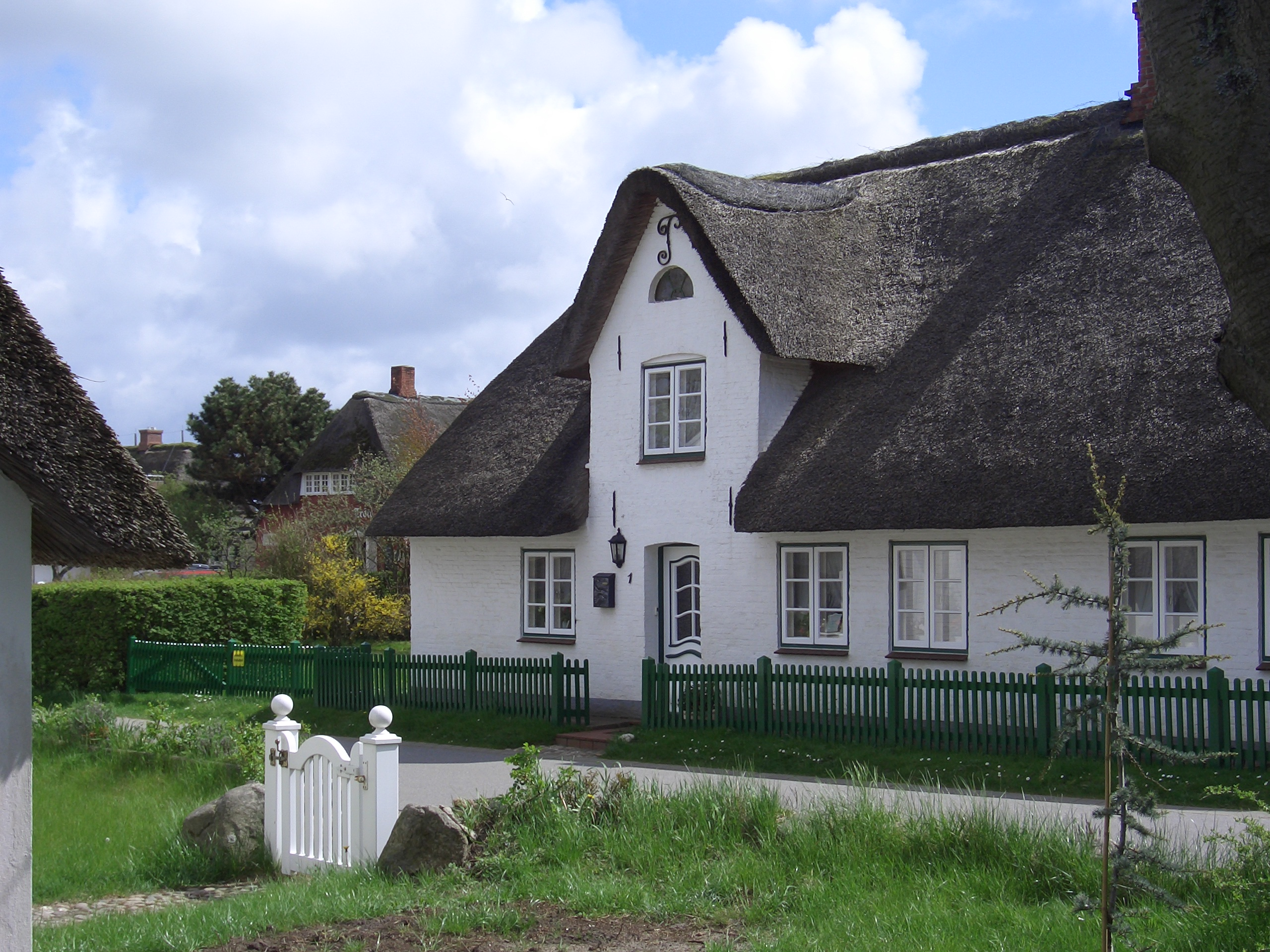
Casa típica
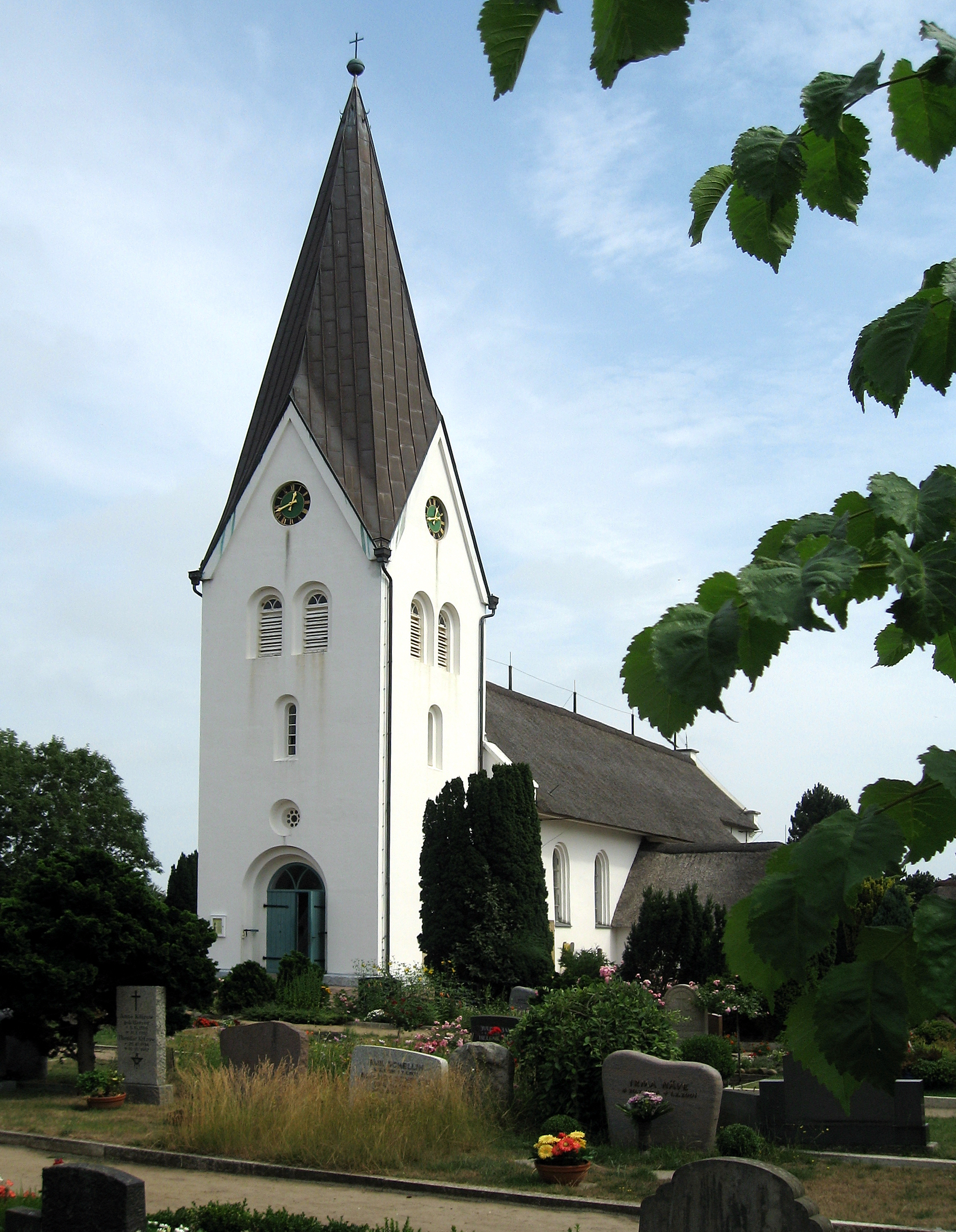
Església St Clemens